# Tera Corá (Curaçao)
Tera Corá is een plaats op Bandabou, Curaçao. In 2011 telde de plaats 4.388 inwoners. Het is verdeeld in twee gedeelten: Tera Corá nobo dat is opgericht in het jaar 1984 en Tera Corá bieu dat eerder is opgericht. Tera Corá ligt op ongeveer 20 kilometer van het centrum van de hoofdstad Willemstad. De naam Tera Corá betekent letterlijk vertaald Rode Aarde. Dit is vanwege de ruime aanwezigheid van rood gekleurde aarde op de vlakte di San Pedro die aan Tera Corá grenst.
De straatnamen van Tera Corá zijn namen van gesteenten die op Curaçao voorkomen. Enkele straatnamen zijn:
- Kaya Pied'i Sababa
- Kaya Kalki
- Kaya Boksit
- Kaya Monzonit
- Kaya Pied'i Kandela
- Kaya Porfido
- Kaya Diorit

Bij Tera Korá zijn twee windmolenparken operationeel ten behoeve van de energietransitie.